# Tipsport Premier League
Tipsport Premier League je šipkařský turnaj, který byl založen v roce 2020. Nápad na uspořádání turnaje vznikl během pandemie koronaviru, kdy nebylo umožněno pořádání klasických turnajů. Inspirací pro tento turnaj byla Premier League Darts, turnaj organizovaný šipkařskou profesionální organizací PDC. Sponzorem tohoto turnaje je sázková kancelář Tipsport. 
Turnaje se účastní 10 předem vybraných hráčů, kteří se v první fázi turnaje utkávají každý s každým. Následně dva nejhůře postavení hráči vypadávají a hraje se poté opět systémem každý s každým. Na konci druhé fáze vypadnou další čtyři hráči a zbylá čtveřice postupuje do play-off. V semifinále se utkává první se čtvrtým a druhý se třetím, vítězové se ve finále utkávají o titul. Turnaj probíhá online formou z domova hráčů, prostřednictvím webkamery. 
Historicky prvním vítězem se stal v roce 2020 Vítězslav Sedlák.

## Seznam finálových zápasů
| Rok  | Vítěz (průměr ve finále)     | Skóre | Finalista (průměr ve finále) | Počet legů | Finanční odměna | Počet hráčů | Vítěz základní části |
| ---- | ---------------------------- | ----- | ---------------------------- | ---------- | --------------- | ----------- | -------------------- |
| 2020 | Vítězslav Sedlák (87,00)     | 10–8  | Alexander Mašek (82,40)      | 19         | —               | 10          | Adam Gawlas          |
| 2021 | Vítězslav Sedlák (79,52) (2) | 10–8  | Jan Hlaváček (79,35)         | 19         | —               | 10          | Jan Hlaváček         |

## Rekordy a statistiky

### Počet účastí ve finále
| Pořadí | Hráč             | Vítězství | Finalista | Finále celkem | Celkem na turnaji |
| ------ | ---------------- | --------- | --------- | ------------- | ----------------- |
| 1      | Vítězslav Sedlák | 1         | 0         | 1             | 1                 |
| 2      | Alexander Mašek  | 0         | 1         | 1             | 1                 |

### Rekordy
- Nejvíce titulů: 1 –  Vítězslav Sedlák
- Nejdelší série výher: 8 –  Alexander Mašek
- Nejvíce zahraných 180 během zápasu: 7 –  Vítězslav Sedlák
- Nejvyšší výhra: 7–0  Adam Gawlas vs.  Michal Šmejda
- Nejvyšší průměr v zápasu: 98,00  Daniel Barbořák
- Nejvyšší průměr ve finále: 87,00  Vítězslav Sedlák

### Nejvyšší průměry
| Pět nejvyšších průměrů v jednom zápasu | Pět nejvyšších průměrů v jednom zápasu | Pět nejvyšších průměrů v jednom zápasu | Pět nejvyšších průměrů v jednom zápasu | Pět nejvyšších průměrů v jednom zápasu |
| Průměr                                 | Hráč                                   | Rok (+ kolo)                           | Soupeř                                 | Výsledek                               |
| -------------------------------------- | -------------------------------------- | -------------------------------------- | -------------------------------------- | -------------------------------------- |
| 98,00                                  | Daniel Barbořák                        | 2020, 6. kolo                          | Michal Šmejda                          | 6–0                                    |
| 95,50                                  | Alexander Mašek                        | 2020, 14. kolo                         | Michal Ondo                            | 7–1                                    |
| 94,90                                  | Adam Gawlas                            | 2020, 12. kolo                         | Daniel Barbořák                        | 7–1                                    |
| 94,20                                  | Vítězslav Sedlák                       | 2020, 8. kolo                          | Michal Šmejda                          | 6–4                                    |
| 92,60                                  | Adam Gawlas                            | 2020, 3. kolo                          | Michal Šmejda                          | 6–2                                    |

## Účasti
| Hráč             | # | 2020 | 2021 |
| ---------------- | - | ---- | ---- |
| Vítězslav Sedlák | 2 | V    | —    |
| Alexander Mašek  | 2 | F    | —    |
| Daniel Barbořák  | 2 | SF   | —    |
| Adam Gawlas      | 1 | SF   | DNP  |
| David Písek      | 1 | 5    | DNP  |
| Michal Šmejda    | 2 | 6    | —    |
| Ondřej Kysilka   | 1 | 7    | DNP  |
| Michal Ondo      | 1 | 8    | DNP  |
| Pavel Jirkal     | 2 | 9    | —    |
| David Rosí       | 1 | 10   | DNP  |
| Roman Benischko  | 1 | DNP  | —    |
| Jan Hlaváček     | 1 | DNP  | —    |
| Jan Holec        | 1 | DNP  | —    |
| Martin Komora    | 1 | DNP  | —    |
| Martin Ziman     | 1 | DNP  | —    |

| Legenda | Legenda                   | Legenda | Legenda   | Legenda | Legenda    | Legenda | Legenda                 |
| ------- | ------------------------- | ------- | --------- | ------- | ---------- | ------- | ----------------------- |
| V       | vítěz                     | F       | finalista | SF      | semifinále | #       | nepostoupil do play-off |
| #       | nepostoupil do druhé fáze | WD      | odstoupil | C       | challenger | DNP     | nezúčastnil se          |